# نادي البقعة
نادي البقعة هو نادي كرة قدم أردني مقره في وسط مخيم البقعة الكائن ضمن محافظة البلقاء، يلعب في الدوري الأردني الممتاز لكرة القدم.

## قائمة اللاعبين
ملاحظة: تشير الأعلام إلى المنتخب الوطني على النحو المحدد في قواعد الأهلية للفيفا. قد يحمل اللاعبون أكثر من جنسية واحدة غير تابعة للفيفا.
| الرقم | البلد  | المركز | اللاعب               |
| ----- | ------ | ------ | -------------------- |
| 4     | الأردن | وسط    | صلاح أبو سيد         |
| 6     | الأردن | مدافع  | علي أبو صالح         |
| 7     | الأردن | وسط    | عدنان عدوس (الكابتن) |
| 10    | الأردن |        | جميل سرحان           |
| 9     | الأردن | مهاجم  | محمد عبد الحليم      |
| 11    | الأردن | وسط    | محمد العملة          |
| 13    | الأردن | وسط    | وسام أبو دبيس        |
| 14    | الأردن | وسط    | عمار أبو عواد        |
| 23    | الأردن | مدافع  | عبدالرحمن بدوان      |
| 28    | سوريا  | وسط    | حمدي المصري          |
| 30    | الأردن | وسط    | محمد أبوحشيش         |

| الرقم | البلد      | المركز | اللاعب                             |
| ----- | ---------- | ------ | ---------------------------------- |
| 40    | الأردن     | وسط    | محمود عطيه                         |
|       | الأردن     | حارس   | صالح فرج                           |
|       | الأردن     | مدافع  | إبراهيم الصقار                     |
|       | الأردن     | مدافع  | محمد السلو                         |
|       | الأردن     | مدافع  | محمود وشاح                         |
|       | ليبيا      | وسط    | محمد فتحي                          |
|       | الأردن     | وسط    | أحمد سعيد                          |
|       | الأردن     | مهاجم  | محمود موافي                        |
|       | الأردن     | مهاجم  | أحمد الحوراني                      |
|       | ساحل العاج | مهاجم  | ايمانويل إيزو (في إعارة من الصريح) |

## الموظفين الفنيين
- رئيس الفريق الأول: عماد خانكان
- مساعد المدرب: عبد الكريم الشدفان
- مدرب حارس المرمى: خالد عبد الفتاح
- طبيب الفريق: ياسر زكي
- العضو المنتدب: مصطفى أبو جابر

## سجل بطولات الفريق
- كأس الأردن

المركز الثاني 1980، 2013–14
- درع الاتحاد الأردني

المركز الثاني 2001، 2008
- كأس السوبر الأردنية

المركز الأول: 2014

## الانتخابات والهيئات الإدارية

### انتخابات 2015
جرت الانتخابات في 21 أغسطس/آب 2015م. جاءت النتائج كالتالي:
- رئيس النادي: حسن مرشود، حيث حصل على 549 صوتا، مقابل 465 صوتا لمنافسه عمر خميس.
- أعضاء الهيئة الإدارية، فازت كتلة حسن مرشود «كتلة التغيير والتجديد» بكامل مقاعد الهيئة الإدارية البالغ عددها ثمانية مقاعد، وجاءت النتائج كالتالي:
  - مصطفى أبو جابر 576 صوتا.
  - أحمد أبو العز 571 صوتا.
  - وليد عبد الرحمن 554 صوتا.
  - خالد أبو فضو 535 صوتا.
  - نزهان النصيرات 526 صوتا.
  - رأفت رمضان 526 صوتا.
  - إبراهيم أبو شملة 526 صوتا.
  - عدنان أبو شرار 505 صوتا.[3]

## الرعاية

### المزود
- جاكو

### الراعي الرسمي
- أورانج